# Premio del pubblico al miglior film europeo
Il Premio del pubblico al miglior film europeo è stato assegnato al miglior film europeo dell'anno dal 1997 al 2019, scelto direttamente dal pubblico.
Nel settembre 2020, il premio è stato unito col Premio LUX (LUX Prize) a creare il nuovo LUX European Audience Film Award. Il primo film vincitore del nuovo premio, nel 2021, è stato Collective di Alexander Nanau.

## Vincitori e candidati
L'elenco mostra il vincitore di ogni anno, seguito dai film che hanno ricevuto una candidatura. Per ogni film viene indicato il titolo italiano, titolo originale (tra parentesi) e il nome del regista.

### 2000
- 2006
  - Volver (Volver), regia di Pedro Almodóvar
  - Le mele di Adamo (Adams æbler), regia di Anders Thomas Jensen
  - Le particelle elementari (Elementarteilchen), regia di Oskar Roehler
  - L'Enfant - Una storia d'amore (L'Enfant), regia di Jean-Pierre e Luc Dardenne
  - Joyeux Noël - Una verità dimenticata dalla storia (Joyeux Noël), regia di Christian Carion
  - La marcia dei pinguini (La marche de l'empereur), regia di Luc Jacquet
  - Oliver Twist (Oliver Twist), regia di Roman Polański
  - Paradise Now (Paradise Now), regia di Hany Abu-Assad
  - Orgoglio e pregiudizio (Pride & Prejudice), regia di Joe Wright
  - Romanzo criminale, regia di Michele Placido
  - Una cosa chiamata felicità (Štěstí), regia di Bohdan Sláma
  - Wallace & Gromit: La maledizione del coniglio mannaro (Wallace & Gromit in The Curse of the Were-Rabbit), regia di Steve Box e Nick Park
- 2007
  - La sconosciuta, regia di Giuseppe Tornatore
  - 2 giorni a Parigi (2 Days in Paris), regia di Julie Delpy
  - A Est di Bucarest (A fost sau n-a fost?), regia di Corneliu Porumboiu
  - Il destino di un guerriero (Alatriste), regia di Agustín Díaz Yanes
  - L'ultimo re di Scozia (The Last King of Scotland), regia di Kevin Macdonald
  - La vie en rose (La Môme), regia di Olivier Dahan
  - Ho servito il re d'Inghilterra (Obsluhoval jsem anglického krále), regia di Jiří Menzel
  - Profumo - Storia di un assassino (Perfume: The Story of a Murderer), regia di Tom Tykwer
  - The Queen - La regina (The Queen), regia di Stephen Frears
  - Reprise (Reprise), regia di Joachim Trier
  - Black Book (Zwartboek), regia di Paul Verhoeven
- 2008
  - Harry Potter e l'Ordine della Fenice (Harry Potter and the Order of the Phoenix), regia di David Yates
  - Arn - L'ultimo cavaliere (Arn - Tempelriddaren), regia di Peter Flinth
  - Espiazione (Atonement), regia di Joe Wright
  - Ben X (Ben X), regia di Nic Balthazar
  - Giù al Nord (Bienvenue chez les Ch'tis), regia di Dany Boon
  - Ensemble, c'est tout (Ensemble, c'est tout), regia di Claude Berri
  - 300 ore per innamorarsi (Keinohrhasen), regia di Til Schweiger
  - Mongol (Mongol), regia di Sergei Bodrov
  - The Orphanage (El orfanato), regia di Juan Antonio Bayona
  - Saturno contro, regia di Ferzan Özpetek
  - L'onda (Die Welle), regia di Dennis Gansel
  - Rec (REC), regia di Jaume Balagueró e Paco Plaza
- 2009
  - The Millionaire (Slumdog Millionaire), regia di Danny Boyle
  - Coco avant Chanel - L'amore prima del mito (Coco avant Chanel), regia di Anne Fontaine
  - Fly Me to the Moon, regia di Ben Stassen
  - Gli abbracci spezzati (Los abrazos rotos), regia di Pedro Almodóvar
  - La banda Baader Meinhof (Der Baader Meinhof Komplex), regia di Uli Edel
  - La duchessa (The Duchess), regia di Saul Dibb
  - Lasciami entrare (Låt den Rätte Komma In), regia di Tomas Alfredson
  - Pranzo di ferragosto, regia di Gianni Di Gregorio
  - Transporter 3 (Transporter 3), regia di Olivier Megaton
  - Uomini che odiano le donne (Män som hatar kvinnor), regia di Niels Arden Oplev

### 2010
- 2010
  - Mr. Nobody, regia di Jaco van Dormael (Belgio)
  - Agora, regia di Alejandro Amenábar (Spagna)
  - Baarìa, regia di Giuseppe Tornatore (Italia)
  - An Education, regia di Lone Scherfig (Regno Unito)
  - La ragazza che giocava con il fuoco (Flickan som lekte med elden), regia di Daniel Alfredson (Svezia/Danimarca/Germania)
  - L'uomo nell'ombra (The Ghost Writer), regia di Roman Polański (Francia/Germania/Regno Unito)
  - Kick-Ass, regia di Matthew Vaughn (Regno Unito)
  - Mine vaganti, regia di Ferzan Özpetek (Italia)
  - Il piccolo Nicolas e i suoi genitori (Le petit Nicolas), regia di Laurent Tirard (Francia)
  - Soul Kitchen, regia di Fatih Akın (Germania)
- 2011
  - Il discorso del re (The King's Speech), regia di Tom Hooper (Regno Unito)
  - Benvenuti al Sud, regia di Luca Miniero (Italia)
  - In un mondo migliore (Hævnen), regia di Susanne Bier (Danimarca)
  - Animals United (Konferenz der Tiere), regia di Reinhard Klooss e Holger Tappe (Germania)
  - Piccole bugie tra amici (Les petits mouchoirs), regia di Guillaume Canet (Francia)
  - Potiche - La bella statuina (Potiche), regia di François Ozon (Francia)
  - También la lluvia, regia di Icíar Bollaín (Spagna)
  - Unknown - Senza identità (Unknown), regia di Jaume Collet-Serra (Germania)
- 2012
  - Hasta la vista, regia di Geoffrey Enthoven (Belgio)
  - The Artist, regia di Michel Hazanavicius (Francia)
  - La scelta di Barbara (Barbara), regia di Christian Petzold (Germania)
  - Marigold Hotel (The Best Exotic Marigold Hotel), regia di John Madden (Regno Unito)
  - Cesare deve morire, regia di Paolo e Vittorio Taviani (Italia)
  - Headhunters - Il cacciatore di teste (Hodejegerne), regia di Morten Tyldum (Norvegia)
  - W ciemności, regia di Agnieszka Holland (Polonia)
  - The Iron Lady, regia di Phyllida Lloyd (Regno Unito/Francia)
  - Il pescatore di sogni (Salmon fishing in the Yemen), regia di Lasse Hallström (Regno Unito)
  - Shame, regia di Steve McQueen (Regno Unito)
  - La talpa (Tinker Tailor Soldier Spy), regia di Tomas Alfredson (Regno Unito/Francia)
  - Quasi amici - Intouchables (Intouchables), regia di Olivier Nakache e Éric Toledano (Francia)
- 2013
  - La cage dorée, regia di Ruben Alves (Francia/Portogallo)
  - Gli amanti passeggeri (Los amantes pasajeros), regia di Pedro Almodóvar (Spagna)
  - Anna Karenina, regia di Joe Wright (Regno Unito)
  - The Impossible (Lo imposible), regia di Juan Antonio Bayona (Spagna)
  - Searching for Sugar Man, regia di Malik Bendjelloul (Regno Unito/Svezia)
  - La migliore offerta, regia di Giuseppe Tornatore (Italia)
  - Love Is All You Need (Den skaldede frisør), regia di Susanne Bier (Danimarca)
  - Oh Boy, regia di Jan Ole Gerster (Germania)
  - Kon-Tiki, regia di Joachim Rønning e Espen Sandberg (Norvegia/Danimarca)
  - The Deep (Djúpið), regia di Baltasar Kormákur (Islanda/Norvegia)
  - Alabama Monroe - Una storia d'amore (The Broken Circle Breakdown), regia di Felix Van Groeningen (Belgio)
- 2014
  - Ida, regia di Paweł Pawlikowski (Polonia)
  - Due giorni, una notte (Deux jours, une nuit), regia di Jean-Pierre e Luc Dardenne (Belgio/Francia/Italia)
  - La bella e la bestia (La belle & la bête), regia di Christophe Gans (Francia)
  - Nymphomaniac - Director's Cut, regia di Lars von Trier (Danimarca)
  - Philomena, regia di Stephen Frears (Regno Unito)
  - Il centenario che saltò dalla finestra e scomparve (Hundraåringen som klev ut genom fönstret och försvann), regia di Felix Herngren (Svezia)
- 2015
  - La isla mínima, regia di Alberto Rodríguez  (Spagna)
  - Un piccione seduto su un ramo riflette sull'esistenza (En duva satt på en gren och funderade på tillvaron), regia di Roy Andersson  (Svezia/Germania/Francia/Norvegia)
  - Forza maggiore (Turist), regia di Ruben Östlund  (Svezia/Danimarca/Francia/Norvegia)
  - Leviathan (Leviafan), regia di Andrej Zvjagincev  (Russia)
  - Samba, regia di Olivier Nakache e Éric Toledano  (Francia)
  - Non sposate le mie figlie! (Qu'est-ce qu'on a fait au Bon Dieu?), regia di Philippe de Chauveron  (Francia)
  - The Imitation Game, regia di Morten Tyldum  (Regno Unito/USA)
  - Il sale della terra (Le sel de la terre), regia di Wim Wenders e Juliano Ribeiro Salgado  (Francia)
  - Victoria, regia di Sebastian Schipper  (Germania)
  - White God - Sinfonia per Hagen (Fehér isten), regia di Kornél Mundruczó  (Ungheria/Svezia/Germania)
- 2016
  - Ciało, regia di Małgorzata Szumowska  (Polonia)
  - Mr. Ove (En man som heter Ove), regia di Hannes Holm  (Svezia/Norvegia)
  - A War (Krigen), regia di Tobias Lindholm  (Danimarca)
  - Aferim!, regia di Radu Jude  (Romania/Bulgaria/Repubblica Ceca)
  - Fuocoammare, regia di Gianfranco Rosi  (Italia/Francia)
  - Julieta, regia di Pedro Almodóvar  (Spagna)
  - Mustang, regia di Deniz Gamze Ergüven  (Francia/Germania/Turchia)
  - Spectre, regia di Sam Mendes  (Regno Unito)
  - Dio esiste e vive a Bruxelles (Le tout nouveau testament), regia di Jaco Van Dormael  (Belgio/Francia/Lussemburgo)
  - The Danish Girl, regia di Tom Hooper   (Regno Unito)
  - Sole alto (Zvizdan), regia di Dalibor Matanić  (Croazia/Slovenia/Serbia)
  - The Lobster, regia di Yorgos Lanthimos  (Regno Unito/Irlanda/Grecia/Francia/Paesi Bassi)
- 2017
  - Stefan Zweig: Farewell to Europe, regia di Maria Schrader (Austria/Germania/Francia)
  - L'altro volto della speranza (Toivon tuolla puolen), regia di Aki Kaurismäki (Finlandia)
  - Animali fantastici e dove trovarli (Fantastic Beasts and Where to Find Them), regia di David Yates (Regno Unito/Stati Uniti d'America)
  - Bridget Jones's Baby, regia di Sharon Maguire (Regno Unito)
  - La comune (Kollektivet), regia di Thomas Vinterberg (Danimarca/Svezia/Paesi Bassi)
  - Frantz, regia di François Ozon (Francia/Germania)
  - Un padre, una figlia (Bacalaureat), regia di Cristian Mungiu (Romania/Francia/Belgio)
  - La pazza gioia, regia di Paolo Virzì (Italia)
  - Sette minuti dopo la mezzanotte (A Monster Calls), regia di Juan Antonio Bayona (Stati Uniti d'America/Spagna)
- 2018
  - Chiamami col tuo nome (Call Me by Your Name), regia di Luca Guadagnino (Italia/Francia)
  - Borg McEnroe, regia di Janus Metz (Svezia/Danimarca/Finlandia/Repubblica Ceca)
  - C'est la vie - Prendila come viene (Le sens de la fête), regia di Éric Toledano e Olivier Nakache (Francia)
  - Dunkirk, regia di Christopher Nolan (Regno Unito/Paesi Bassi/Francia/Stati Uniti d'America)
  - L'ora più buia (Darkest Hour), regia di Joe Wright (Regno Unito)
  - Morto Stalin, se ne fa un altro (The Death of Stalin), regia di Armando Iannucci (Francia/Regno Unito/Belgio)
  - Oltre la notte (Aus dem Nichts), regia di Fatih Akın (Germania)
  - Valerian e la città dei mille pianeti (Valerian and the City of a Thousand Planets), regia di Luc Besson (Francia)
  - Vittoria e Abdul (Victoria & Abdul), regia di Stephen Frears (Regno Unito)
- 2019
  - Cold War (Zimna wojna), regia di Paweł Pawlikowski ( Polonia/ Francia/ Regno Unito)
  - 7 uomini a mollo (Le grand bain), regia di Gilles Lellouche ( Francia/ Belgio)
  - Animali fantastici - I crimini di Grindelwald (Fantastic Beasts: The Crimes of Grindelwald), regia di David Yates ( Regno Unito/ Stati Uniti)
  - Border - Creature di confine (Gräns), regia di Ali Abbasi ( Svezia/ Danimarca)
  - Dogman, regia di Matteo Garrone ( Italia/ Francia)
  - Dolor y gloria, regia di Pedro Almodóvar ( Spagna)
  - La favorita (The Favourite), regia di Yorgos Lanthimos ( Irlanda/ Regno Unito/ Stati Uniti)
  - Girl, regia di Lukas Dhont ( Belgio/ Paesi Bassi)
  - Lazzaro felice, regia di Alice Rohrwacher ( Italia/ Svizzera/ Francia/ Germania)
  - Mamma Mia! Ci risiamo (Mamma Mia! Here We Go Again), regia di Ol Parker ( Stati Uniti)
  - Paziente 64 - Il giallo dell'isola dimenticata (Journal 64), regia di Christoffer Boe ( Germania/ Danimarca)
  - I racconti di Parvana (The Breadwinner), regia di Nora Twomey ( Canada/ Lussemburgo/ Irlanda)

### 2020
- 2020
  - Collective (Colectiv), regia di Alexander Nanau (Romania/Lussemburgo)
  - Un altro giro (Druk), regia di Thomas Vinterberg (Danimarca/Paesi Bassi/Svezia)
  - Corpus Christi (Boże Ciało), regia di Jan Komasa (Polonia/Francia)
- 2021
  - Quo vadis, Aida?, regia di Jasmila Žbanić (Bosnia ed Erzegovina, Austria/Paesi Bassi/Francia/Polonia/Norvegia/Germania/Romania/Turchia)
  - Flee (Flugt), regia di Jonas Poher Rasmussen (Danimarca/Francia/Svezia/Norvegia)
  - Große Freiheit, regia di Sebastian Meise (Austria/Germania)
- 2022
  - Close, regia di Lukas Dhont (Belgio/Francia/Paesi Bassi)
  - Alcarràs - L'ultimo raccolto (Alcarràs), regia di Carla Simón (Spagna/Italia)
  - Kurak Günler, regia di Emin Alper (Turchia)
  - Triangle of Sadness, regia di Ruben Östlund (Svezia/Regno Unito/Germania/Francia)
  - Fuoco fatuo (Fogo-Fátuo), regia di João Pedro Rodrigues (Portogallo)
- 2023
  - 20.000 especies de abejas, regia di Estibaliz Urresola Solaguren (Spagna)
  - Foglie al vento (Kuolleet lehdet), regia di Aki Kaurismäki (Finlandia/Germania)
  - Sull'Adamant - Dove l'impossibile diventa possibile (Sur l'Adamant), regia di Nicolas Philibert (Francia/Giappone)
  - Savvusanna sõsarad, regia di Anna Hints (Estonia/Francia/Islanda)
  - Das Lehrerzimmer, regia di İlker Çatak (Germania)